# Mohammad Al-Dmeiri
Mohammad Al-Dmeiri (en árabe: محمد عبد السميع محمد الدميري‎; Amán, Jordania; 30 de agosto de 1987) es un exfutbolista de Jordania que jugaba en las posiciones de lateral izquierdo y defensa central con el Al-Wehdat SC de la Liga Premier de Jordania.

## Carrera

### Club
| Periodo   | Club                    |
| --------- | ----------------------- |
| 2007–2014 | Al-Wehdat SC            |
| 2014–2015 | Ittihad FC              |
| 2015      | → Al-Shamal SC (cedido) |
| 2015–2018 | Al-Wehdat SC            |
| 2018      | Al-Nojoom FC            |
| 2019–2023 | Al-Wehdat SC            |

### Selección nacional
Debutó con Jordania en 2009 y ha jugado 90 partidos internacionales con dos goles; y participó en dos ediciones de la Copa Asiática.

## Logros
- Jordan Premier League: 2006–07, 2007–08, 2008–09, 2010–11, 2010–11, 2013–14, 2015–16, 2017–18, 2020
- Jordan FA Cup: 2008–09, 2009–10, 2010–11, 2013–14
- Jordan FA Shield: 2008, 2010, 2017, 2020
- Jordan Super Cup: 2008, 2009, 2010, 2011, 2014, 2018, 2021

## Estadísticas

### Goles con selección nacional
| #  | Fecha     | Sede                                        | Rival  | Marcador | Resultado | Torneo                     |
| -- | --------- | ------------------------------------------- | ------ | -------- | --------- | -------------------------- |
| 1. | 16-7-2011 | Amman International Stadium, Amán, Jordania | Iraq   | 1–1      | 1–1       | Amistoso                   |
| 2. | 1-1-2014  | Khalifa International Stadium, Doha, Catar  | Kuwait | 2–1      | 2–1       | Campeonato de la WAFF 2014 |